# Lodowiec Fourcade'a
Lodowiec Fourcade'a (ang. Fourcade Glacier) – lodowiec na Wyspie Króla Jerzego, nad zatoką Potter Cove (część Zatoki Maxwella), od północy łączy się z Kopułą Warszawy.
Nazwę nadała polska ekspedycja antarktyczna w 1980 roku na cześć Néstora Horacio Fourcade'a z Instituto Antártico Argentino, który prowadził badania geologiczne zatoki Potter Cove i półwyspu Fildes Peninsula.